# Golden Gate Bridge
Il Golden Gate Bridge è un ponte sospeso che sovrasta il Golden Gate, stretto che mette in comunicazione l'Oceano Pacifico con la Baia di San Francisco. Collega San Francisco, sulla punta settentrionale dell'omonima penisola, con la parte meridionale della contea di Marin. Nella contea di Marin, la città più vicina al ponte è il piccolo centro costiero di Sausalito.

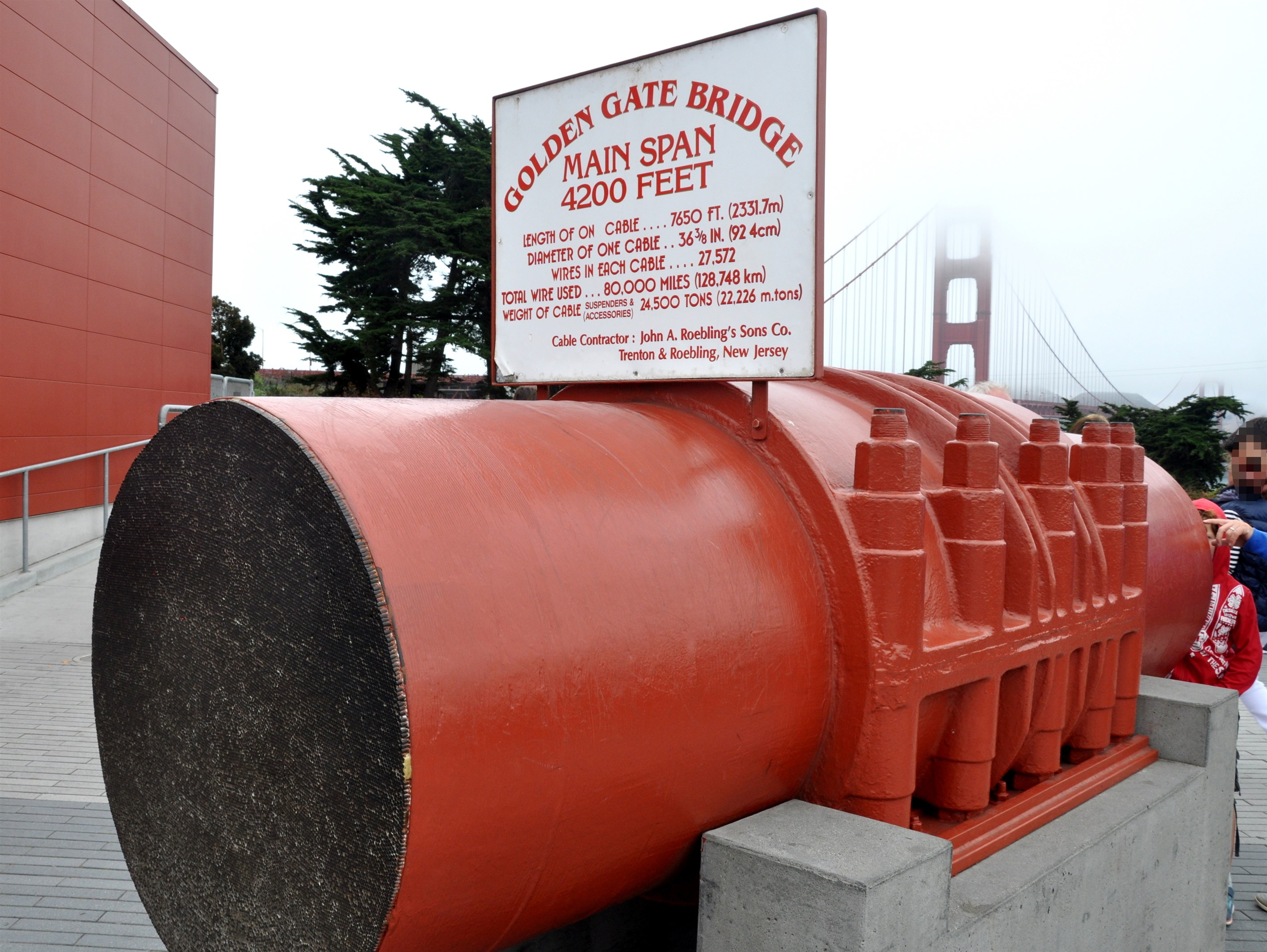
Sezione del cavo di sostegno del Golden Gate Bridge con fili e misure

Complessivamente il ponte, includendo anche le rampe di salita e discesa, è lungo 2,71 km; la distanza tra le torri ("campata principale") è 1282 m e lo spazio disponibile sotto il ponte è di 67 m con condizioni medie di alta marea. L'altezza delle due torri è 225 m sopra il livello dell'acqua. Il diametro dei cavi della sospensione principale è 92,4 cm e ciascuno di essi è formato da 27 572 cavetti che, sommati tra loro, portano ad una lunghezza totale di 128748 km (pari ad un terzo della distanza media Terra-Luna)
Quando fu ultimato, nel 1937, il Golden Gate Bridge era il più lungo ponte sospeso del mondo e nel tempo è diventato simbolo internazionalmente riconosciuto della città di San Francisco.

## Storia
La prima idea di un ponte che collegasse le due sponde della baia venne all'imprenditore Norton I, ma per quei tempi era considerata molto futuristica. La proposta venne considerata fattibile molti anni dopo per merito dell'ingegnere James Wilkins, che la scrisse in un articolo in cui ne sosteneva l'utilità per rendere più sicura e veloce la traversata dello stretto, fino ad allora fatta con i traghetti.
Il nome Golden Gate Bridge fu proposto nel 1917 dall'ingegnere urbanistico della città di San Francisco M. H. O'Shaughnessy.
Il ponte fu dovuto all'ingegno, alla straordinaria bravura e intelligenza di Joseph Strauss, un ingegnere che aveva già progettato oltre 500 ponti mobili, ma tutti molto più piccoli e situati più nell'entroterra rispetto al nuovo progetto.
Iniziò nel 1927 con alcuni disegni che erano ben lontani dall'essere approvati, e spese oltre un decennio alla ricerca di sostenitori. Il progetto iniziale di Strauss comprendeva due grandi travi a mensola, una per ogni lato, connesse da un segmento centrale sospeso.
Altre figure chiave nella nascita dell'opera furono l'architetto Irving Morrow, responsabile per le decorazioni e la scelta del colore, l'ingegnere Charles Alton Ellis ed il progettista di ponti Leon Moisseiff, che collaborarono alla risoluzione dei problemi strutturali.
Nel maggio del 1924 fu presentata una petizione al colonnello Herbert Deakyne che, in nome del segretario alla difesa, approvò la cessione dell'uso dei terreni necessari alla costruzione del ponte.
Il Golden Gate Bridge and Highway District fu costituito nel 1928 come entità incaricata ufficialmente della progettazione, costruzione e finanziamento del ponte. Nel distretto erano incluse non solo la città e la contea di San Francisco e la contea di Marin, nei cui territori vi erano i due imbocchi del ponte, ma anche le contee di Napa, Sonoma, Mendocino e Del Norte.
Rappresentanti di ognuna delle contee sedevano nel consiglio di amministrazione del District, i cui elettori, nel 1930, approvarono il finanziamento del progetto grazie ad un programma speciale di obbligazioni che poneva le loro case, le loro fattorie e le loro attività commerciali a garanzia.
Questo programma di obbligazioni garantì i primi 35 milioni di dollari.
L'ingegner Strauss rispettò le scadenze e permise di risparmiare oltre un milione di dollari sul preventivo.
La costruzione iniziò il 5 gennaio 1933.
L'ultima delle obbligazioni fu rimborsata nel 1971 ed il bilancio finale vide la restituzione del capitale iniziale di 35 milioni più circa 39 milioni di dollari di interessi interamente recuperati grazie ai pedaggi.

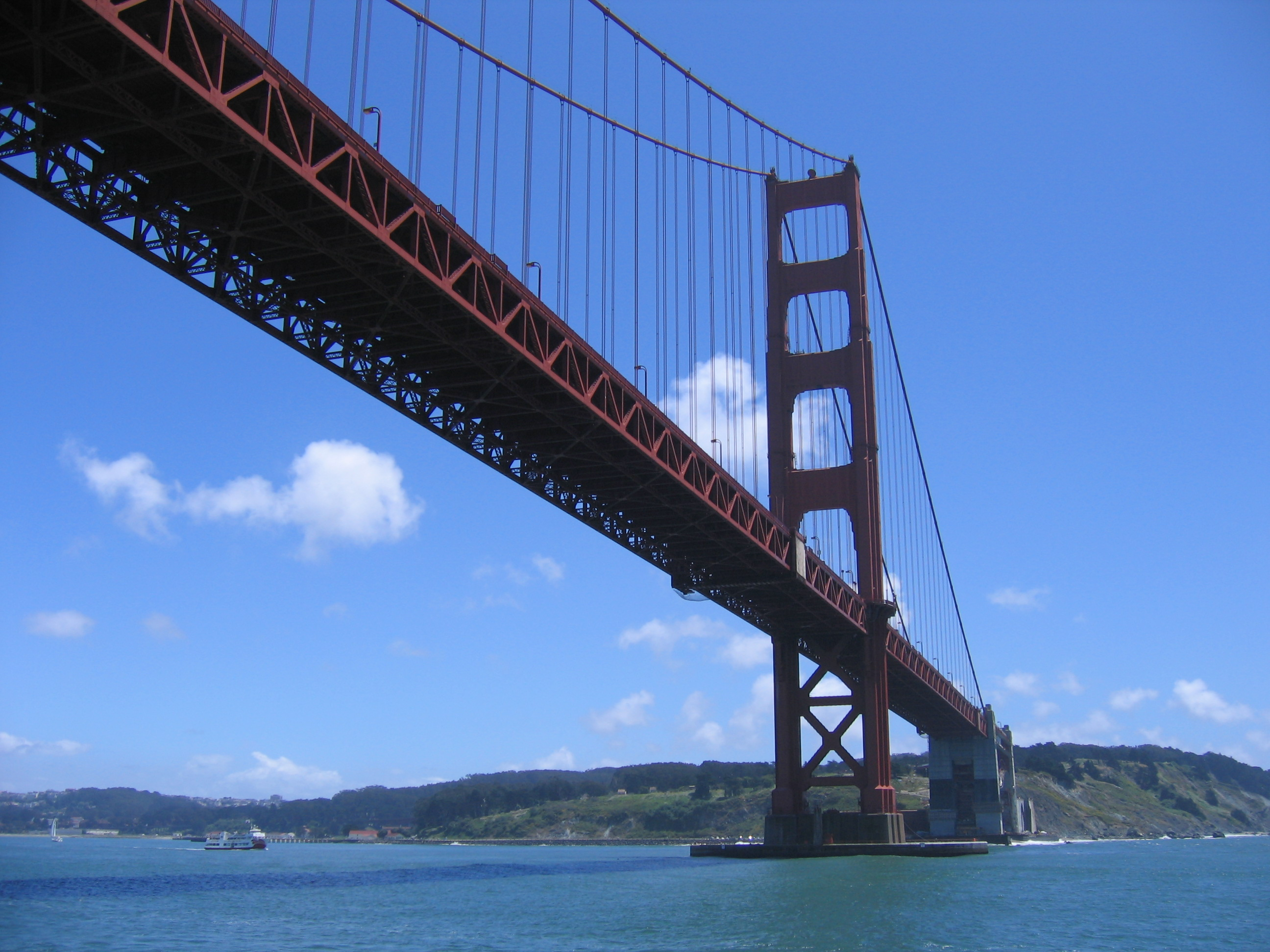
Il Golden Gate Bridge

Il ponte fu completato nell'aprile del 1937 e fu aperto ai pedoni il 27 maggio dello stesso anno. Il giorno seguente, a mezzogiorno, il presidente Roosevelt, da Washington, premendo un pulsante diede il via ufficiale al traffico di veicoli attraverso il ponte.
Per quanto riguarda la sicurezza delle persone che lavoravano alla costruzione, particolare ed efficace fu la rete di protezione tesa nella parte inferiore del ponte, che ridusse significativamente il numero di morti per caduta rispetto a quelli attesi per un simile progetto. 11 uomini morirono cadendo, mentre altri 19 furono salvati dalla rete. Degli 11, ben 10 morirono quando il ponte era vicino al completamento, a causa del cedimento della rete di protezione sotto la caduta di un ponteggio.
I 19 che sopravvissero grazie alla protezione divennero membri di un club particolare, denominato Halfway to Hell Club (Il club a metà strada per l'inferno).
Per commemorare la straordinaria figura dell'ing. Joseph Strauss, una sua statua è stata posta vicino al ponte nel 1955, per ricordare a tutti quanto sia stato importante il suo lavoro per la costruzione del Golden Gate Bridge.
L'ampiezza della parte centrale del Golden Gate è stata la più lunga tra i ponti sospesi fino al 1964, quando il Ponte di Verrazzano (Verrazzano Narrows Bridge) fu eretto per unire Staten Island con Brooklyn, due quartieri di New York.

Al momento della costruzione il Golden Gate possedeva le torri di sospensione più alte del mondo e detenne questo record fino in tempi recenti. Nel 1957, il Mackinac Bridge nel Michigan superò in lunghezza tra gli ancoraggi il ponte di San Francisco, divenendo il ponte sospeso con la maggiore lunghezza totale.

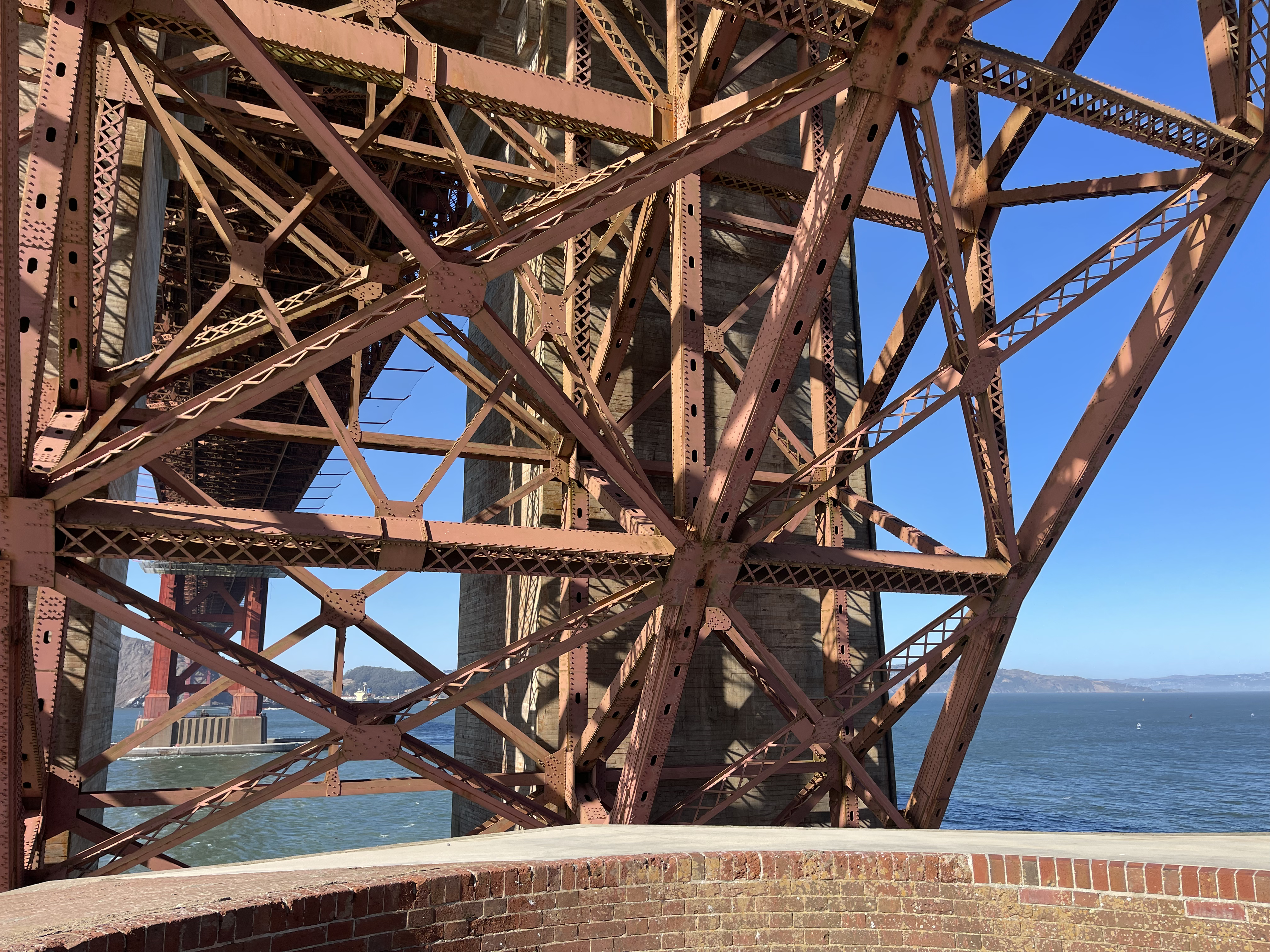
Vista sulle travi dell'impalcato da Fort Point

Attualmente il ponte sospeso più lungo del mondo è il Ponte dei Dardanelli, in Turchia.

## Traffico
Essendo l'unica via per uscire da San Francisco verso nord, il ponte fa parte sia della U.S. Route 101, sia della California State Route 1 e in un giorno normale su di esso transitano circa 100 000 veicoli. Ha 6 corsie in totale e un marciapiede per lato. Durante le ore della mattina dei giorni infrasettimanali, il traffico maggiore entra in città, quindi 4 delle 6 corsie sono dedicate alla marcia verso sud. Al contrario, durante i pomeriggi dei giorni lavorativi il traffico maggiore va verso Sausalito, quindi il maggior numero di corsie è dedicato all'uscita da San Francisco.
La linea di separazione tra i sensi di marcia è spostata a seconda delle necessità del traffico ed è segnalata da birilli che si conficcano nel terreno. Il cambio di posizione dei birilli avviene grazie ad uno speciale veicolo che possiede un basso pianale sul retro, dove stanno seduti due operatori. Il primo estrae i birilli dai fori dal suo lato e li passa al secondo che li installa sulla nuova linea separatrice.
Fin dagli anni ottanta ci fu una proposta per l'installazione di una barriera mobile per separare i sensi di marcia e nel marzo 2005 il consiglio di amministrazione del ponte si è impegnato a trovare i due milioni di dollari necessari a completarne lo studio.
Per quanto riguarda i marciapiedi, quello utilizzabile dai pedoni è soltanto quello est, dalle 5 alle 21 da aprile a ottobre. Negli altri mesi l'orario si riduce dalle 5 alle 18:30. Apertura e chiusura sono assicurate da cancelli automatici.
I ciclisti (gli skateboard non sono ammessi) possono usare sia il marciapiede est che quello ovest, a seconda dell'orario e del periodo dell'anno. Sul marciapiede est i ciclisti devono comunque dare la precedenza ai pedoni.
Dal suo completamento il ponte è rimasto chiuso a causa del forte vento solo in tre occasioni: nel 1951, 1982 e 1983. A partire dal 1º ottobre 1983 il limite di velocità sul ponte è stato ridotto da 55 miglia all'ora (90 km/h) a 45 (70 km/h).

## Estetica

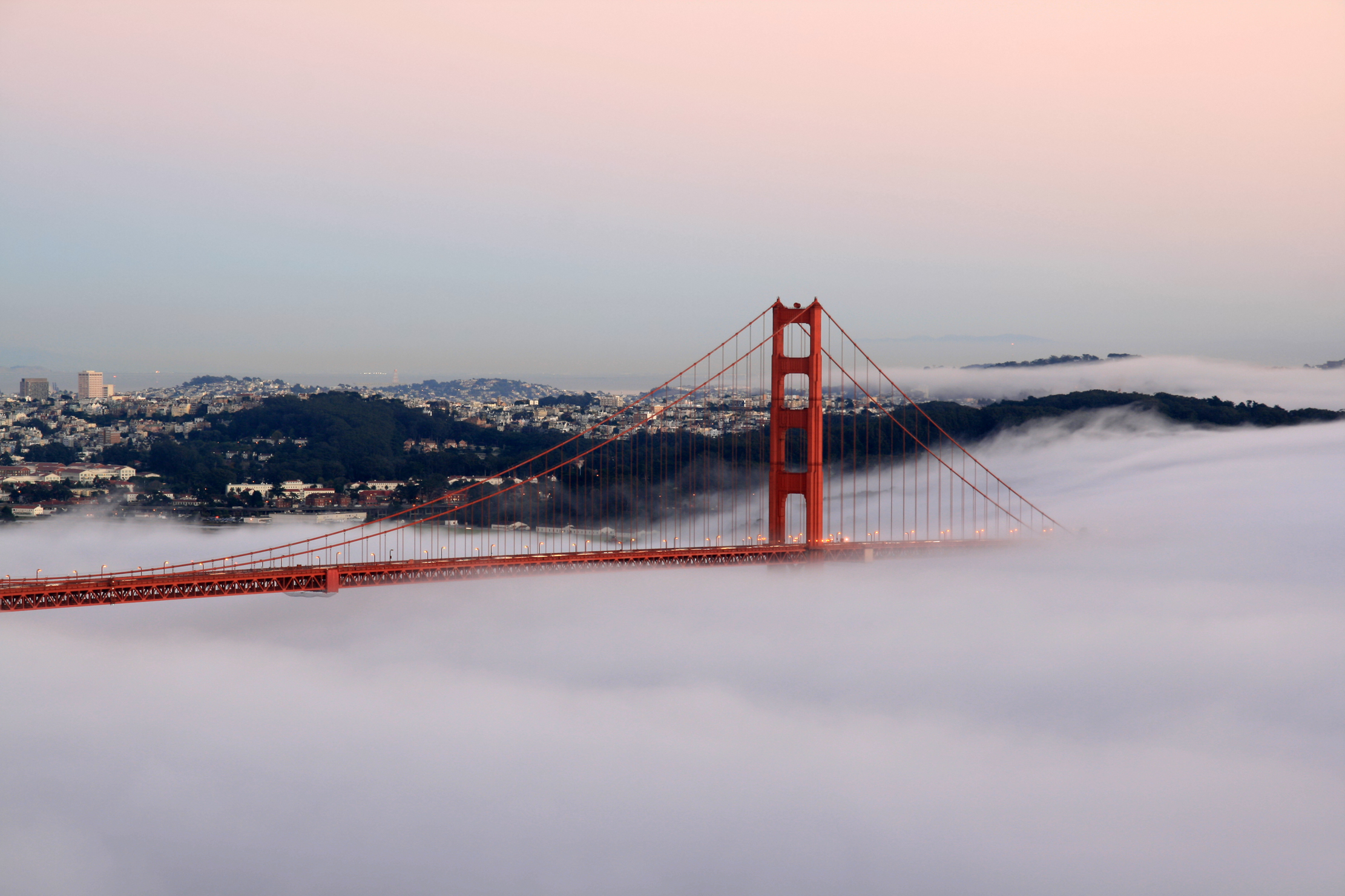
Il Golden Gate Bridge avvolto nella nebbia al tramonto

Il colore del ponte è di una tonalità chiamata arancione internazionale. Fu scelto perché l'acciaio veniva portato con una vernice di rivestimento color arancione per evitarne la corrosione, colore al quale gli abitanti si erano abituati durante la costruzione. Fu scelto anche su consiglio dell'architetto Irving Morrow, perché è intonato coi colori naturali dell'ambiente circostante e perché rende la struttura più visibile nella nebbia. Prima di questa scelta, si era pensato a vari colori: il Dipartimento della difesa avrebbe voluto, addirittura, che il ponte fosse colorato di nero e giallo come un grande segnale per permettere alle navi di individuarlo facilmente anche  nella nebbia. Alla fine, la scelta dell'arancione internazionale permise di conciliare le esigenze estetiche e pratiche della struttura.
Il Golden Gate Bridge è considerato uno dei più notevoli esempi di ingegneria applicata alla costruzione di ponti, sia per il progetto strutturale sia per l'estetica. È stato inoltre dichiarato una delle moderne meraviglie del mondo dall'Associazione degli Ingegneri Civili Americani.

### Verniciatura
Il ponte era in origine verniciato con minio rosso e vernice al piombo. A metà degli anni sessanta prese il via un programma per prevenire la corrosione che consisteva nell'asportazione della pellicola originale e la sostituzione con una vernice a base di emimorfite (un silicato idrato di zinco) ricoperta da uno strato di vernice vinilica. Dal 1990 il rivestimento usato è acrilico. Il programma è stato completato nel 1995, ma la manutenzione quotidiana prevede che ben 38 persone si dedichino a pitturarlo costantemente per mantenerne intatta la bellezza.

## Suicidi
Il Golden Gate Bridge è un luogo tristemente noto per via dei numerosi suicidi. Il conto ufficiale dei suicidi terminò nel 1995, quando la cifra si avvicinava a 1 000.
Negli otto anni seguenti fino al 2003 la media era di un suicidio ogni due settimane, media che portò il computo non ufficiale oltre 1 300.
I 67 m del salto vengono percorsi in 4 secondi: il saltatore colpisce l'acqua a una velocità di circa 120 km/h.
Al 2003 soltanto 26 persone sono sopravvissute al salto, e lo hanno fatto perché sono entrati in acqua dai piedi; in ogni modo hanno riportato lesioni interne e numerose fratture.

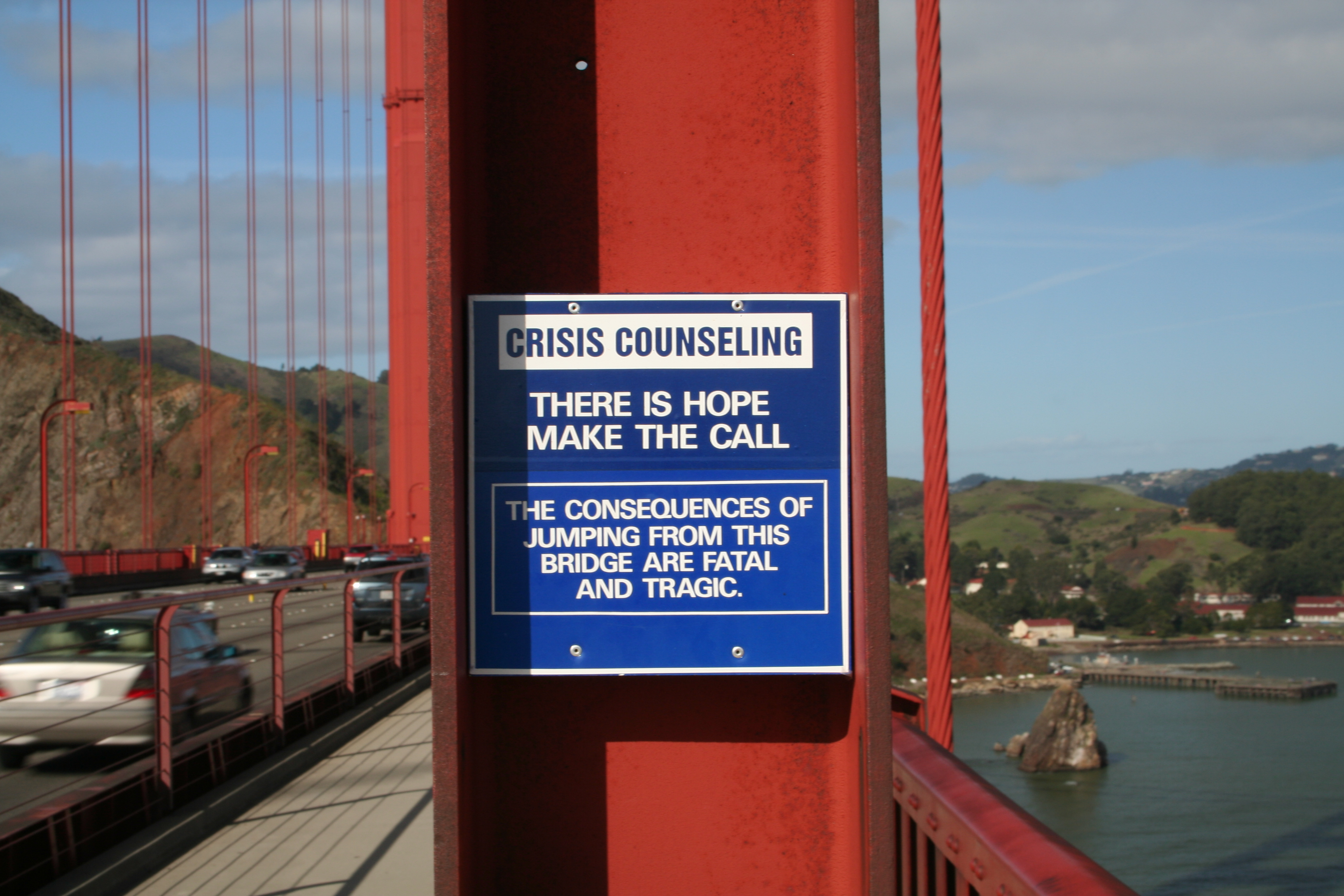
Una hot-line è presente sul ponte per i casi di tentativo di suicidio

Molte possibili soluzioni sono state discusse per diminuire il numero di suicidi dal ponte. Una delle misure adottate è stata quella di chiudere il ponte ai pedoni la notte. L'installazione di barriere di contenimento per i suicidi è stata contrastata dagli alti costi, dalle difficoltà tecniche e dall'opposizione dell'opinione pubblica.
Il 27 gennaio 2005 il Bridge District, che gestisce il ponte, ha riproposto per l'ottava volta l'installazione delle barriere anti-suicidi, citando "il notevole interesse destato dal problema nella stampa e nell'opinione pubblica". L'11 marzo 2005 il consiglio di amministrazione del ponte ha approvato l'investimento di 2 milioni di dollari in 2 anni per lo studio di fattibilità delle barriere.
I favorevoli alle barriere hanno citato, come esempi, l'Empire State Building e la Torre Eiffel, dove dopo l'installazione delle protezioni il numero dei suicidi è sceso a zero. Gli oppositori alle barriere argomentano che esse sono brutte, costose e avrebbero solo l'effetto di far cambiare metodo e luogo al suicida.
Un metodo adottato per scoraggiare i suicidi è stato presentare una petizione chiamata Jump for life (Salto per la vita) nel 2005 per chiedere che sul ponte diventi possibile fare il bungee jumping in modo da cercare di rendere il ponte meno affascinante come luogo per togliersi la vita.

## Apparizione in opere culturali

### Cinema
- The Bridge - Il ponte dei suicidi - Film-documentario sui numerosi suicidi avvenuti dal ponte.
- Bumblebee- Il ponte viene percorso, nella scena finale, da Bumblebee appena trasformatosi nella Chevrolet Camaro del primo dei Transformers.
- L'uomo bicentenario - Ambientato a San Francisco, il ponte si intravede diverse volte nel futuro, inclusa una vista in cui ha una struttura a due piani.
- The Core - Microonde provenienti dal Sole penetrano attraverso il campo magnetico terrestre e fondono il ponte, prima di ridurre in cenere gran parte di San Francisco.
- Ispettore Callaghan: il caso Scorpio è tuo! - Scorpio dirotta uno scuolabus pieno di bambini e costringe il guidatore a dirigersi verso nord attraverso il ponte.
- Hulk - Hulk salta dal ponte per salvare un aereo da caccia.
- La donna che visse due volte - In questo film di Alfred Hitchcock, il ponte è uno sfondo prominente in una scena girata a est (bayside) di Fort Point.
- The Joy of Life - Il film di Jenni Olson racconta la storia di un suicidio dal Golden Gate Bridge e presenta immagini del ponte insieme ad una riflessione sulla produzione del film di Alfred Hitchcock La donna che visse due volte.
- Il mostro dei mari - Una piovra gigante terrorizza la città di San Francisco. Sebbene alcune riprese siano state girate usando il vero ponte, le scene dove la piovra cerca di distruggerlo avvolgendosi intorno alle torri vennero realizzate usando dettagliatissime miniature e la tecnica dell'animazione a passo uno, eseguita dal maestro degli effetti speciali Ray Harryhausen.
- The Rock - Il ponte si vede regolarmente sullo sfondo, poiché il film è stato girato sull'isola di Alcatraz, nella baia di San Francisco.
- Mia moglie è una pazza assassina? - Una coppia appena sposata viaggia sul ponte verso la propria luna di miele.
- Star Trek IV: Rotta verso la Terra - Lo sparviero Klingon usato dall'equipaggio dell'Astronave Enterprise vola sotto il Golden Gate Bridge prima di schiantarsi nella baia.
- Superman - Superman salva uno scuolabus che sta per cadere dal ponte.
- Agente 007 - Bersaglio mobile - In questo film di James Bond, 007 e il cattivo Max Zorin combattono in cima ad una delle torri del ponte nella scena finale della pellicola.
- X-Men - Conflitto finale - Il ponte viene usato nel corso di un attacco ad Alcatraz.
- Un Maggiolino tutto matto - Herbie tenta di suicidarsi provando a guidare sopra la barriera.
- Herbie il Maggiolino sempre più matto - Herbie è inseguito dall'avvocato di Hawk lungo i cavi principali di sospensione del ponte.
- La cosa più dolce.
- I fantastici 4.
- Mostri contro alieni - I mostri combattono contro il primo alieno sul ponte facendolo crollare.
- Magnitudo 10.5 - Il ponte viene distrutto dal terremoto di magnitudo 9,2.
- L'alba del pianeta delle scimmie - Sul ponte avviene la battaglia fra scimmie e umani.
- The social network - Il ponte a cui si riferisce Sean Parker (Justin Timberlake) quando racconta al protagonista della morte di Roy Raymond.
- Pacific rim - All'inizio del film, mentre il protagonista racconta di come i Kaijū sono arrivati sulla terra, si vede il Golden Gate attaccato e distrutto da Trespasser, il primo Kajiu.
- Godzilla - Nel film del 2014, lo storico Kaiju viene bersagliato da navi poste nella baia, caccia F-22 e carri armati posti sul ponte, per poi oltrepassarlo infastidito dagli attacchi militari.
- Gli stagisti.
- Meteor Storm (2010).
- Adaline - L'eterna giovinezza.
- 40 giorni & 40 notti.
- San Andreas -  Lo tsunami conseguente al terremoto trascina una nave portacontainer contro il Golden Gate Bridge che viene distrutto.
- L'inferno di cristallo (1974) - In diverse inquadrature del film, il ponte è ben visibile, sia dall'elicottero all'inizio, che dalla cima del grattacielo durante la festa.
- USS Indianapolis.
- Codice Genesi (The Book of Eli) - Nel finale i protagonisti attraversano in auto il Golden Gate Bridge per poi raggiungere in barca a remi l'isola di Alcatraz.
- Terminator - Il ponte appare più volte nei film della saga sia nel presente che come scheletro del passato nelle immagini del futuro post-apocalittico.

### Videoclip musicali
- Love Generation- Il ponte si vede in un'immagine del video di questa canzone di Bob Sinclar.
- Red Hot Chili Peppers - Nel video della canzone "Californication" dal loro omonimo album del 1999, si vede il batterista Chad Smith che va con lo snowboard sul ponte.
- All Nightmare Long - In questo video dei Metallica, si vede chiaramente il ponte sullo sfondo mentre gli zombie che lo hanno appena attraversato infestano i territori circostanti.
- The Bronx - Nel video della canzone "Mini", realizzato con una tecnica animata, si vede il ponte spiccare alle spalle della band.
- Congiunzione astrale - Il videoclip del brano di Nek è ambientato a San Francisco.

### Televisione
Molte serie tv sono ambientate a San Francisco, quindi il ponte o altri panorami cittadini appaiono nella sigla, nei titoli di testa o di coda. Tra esse, si possono ricordare:
sulle strade di San Francisco 
- Detective Monk.
- Streghe.
- Gli amici di papà - Nei titoli di testa, un'auto con i personaggi principali del programma percorre il ponte.
- I viaggiatori - In una delle linee temporali alternative il ponte è blu elettrico.
- Star Trek: Deep Space Nine - Il ponte viene danneggiato durante la Guerra del Dominio in un attacco dei Breen.
- Star Trek: Enterprise - La posizione originale del quartier generale della Flotta Stellare (Starfleet Command) è situata a nord-est del ponte. Al posto di una visione diretta delle corsie stradali e qualsiasi mezzo di trasporto tecnologico impiegato, c'è una protezione di un arco in vetro oscurato e resistente alle intemperie.
- Star Trek universe - Sia nel ventitreesimo che nel ventiquattresimo secolo, il quartier generale della flotta stellare e l'Accademia della flotta stellare sono situate nella zona detta Presidio dell'attuale San Francisco, con vista sul Golden Gate Bridge.
- That's so Raven.
- Star Trek: Voyager - Voyager si vede volare sotto il ponte mentre sta ritornando alla fine sulla Terra.
- Vicini troppo vicini.
- West Wing - Tutti gli uomini del Presidente - In una puntata, il ministro della difesa del Qumar, Abdul ibn Shareef, trama di distruggere il ponte in un attacco terroristico.
- Nash Bridges.
- Eli Stone - La serie è ambientata a San Francisco, e ci sono diverse inquadrature del ponte durante tutto lo show. Nella dodicesima puntata della prima stagione, In attesa di quel giorno, il ponte crolla in seguito ad una scossa di terremoto.
- Journeyman.
- MythBusters.
- Curioso come George 2 - Missione Kayla In una scena del cartone appare questo ponte.

### Narrativa
- Il Golden Gate - Il romanzo di Alistair MacLean tratta di un rapimento ambientato quasi esclusivamente sul ponte.

### Videogiochi
- Grand Theft Auto: San Andreas - Un modello del ponte caratterizza la città di San Fierro, ispirata a San Francisco. Nel gioco è chiamato Gant Bridge e collega la città alla contea della Tierra Robada (Sierra Nevada)
- Command & Conquer: Yuri's Revenge - Il ponte si è distrutto in alcune delle prime missioni da parte degli invasori Soviet.
- Midtown Madness 2 - Ambientato nella città di San Francisco.
- Mario is Missing - Uno dei monumenti che Luigi deve recuperare dai Koopas.
- San Francisco Rush: Extreme Racing - Videogioco di guida ambientato intorno a San Francisco, inclusa una corsa attraverso il ponte.
- Le avventure di Lupin III: Il tesoro del Re Stregone - Goemon Ishikawa XIII con la sua spada taglia a metà il ponte durante i titoli di testa.
- Driver - Incluso nel modello di San Francisco.
- Driver: San Francisco - Ambientato nella città di San Francisco.
- Star Trek: Elite Force II - Dopo che la U.S.S. Voyager ha raggiunto la terra, il giocatore vaga per San Francisco per un momento, accanto al ponte.
- Call of Duty: Advanced Warfare - Una missione è ambientata sul Golden Gate.
- Watch Dogs 2 - Il videogioco è ambientato a San Francisco.
- Sonic Adventure 2 - L'inizio del gioco è ambientato a Central City, città ispirata a San Francisco. Inoltre il livello Radical Highway presenta un ponte simile a quello reale.
- Civilization VI - La costruzione del ponte come "meraviglia di epoca industriale" è possibile nel gioco a partire dall'espansione "Gathering storm"
- Horizon Forbidden West - le rovine del ponte sono presenti nel sequel di Horizon Zero Dawn.

### Altro
- Voyager Golden Record - Il ponte è una delle immagini destinate alle eventuali culture extraterrestri.
- Disney's California Adventure - All'entrata del Disney's California Adventure c'è il ponte in scala.
- Sleater-Kinney - La canzone "Jumpers" dal loro album del 2005 The Woods elenca in modo dettagliato la storia di una donna che aveva deciso di suicidarsi saltando dal ponte.
- Il Golden Gate Bridge è raffigurato sullo stemma della squadra dei Golden State Warriors, franchigia NBA della città di Oakland.

## Galleria d'immagini

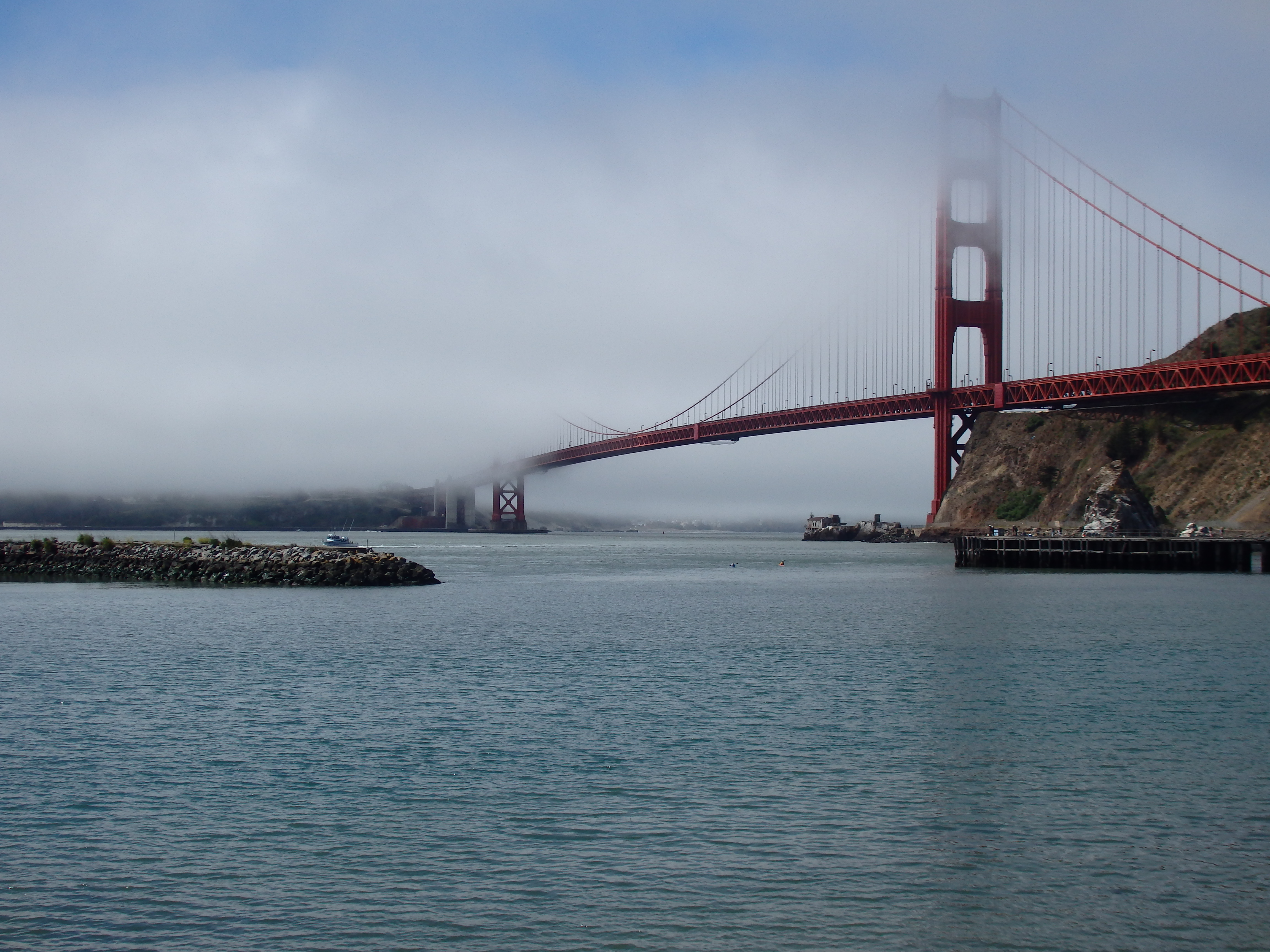
Un'immagine del ponte immerso nella nebbia
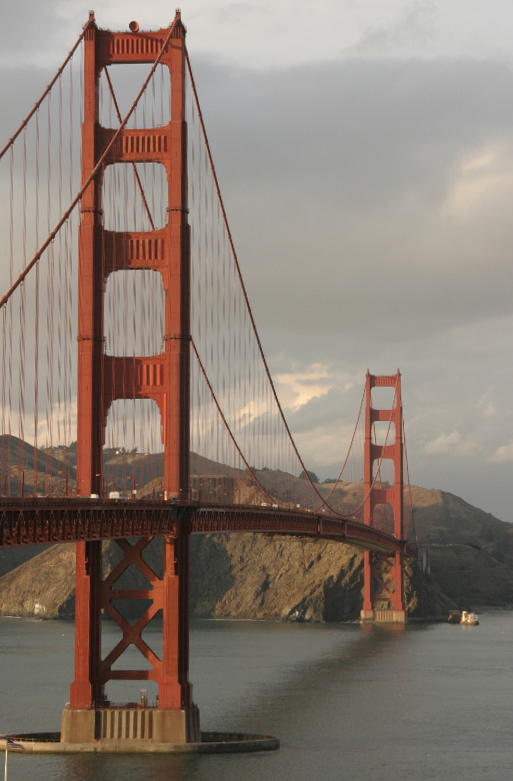
Il Golden Gate visto dalla costa di San Francisco
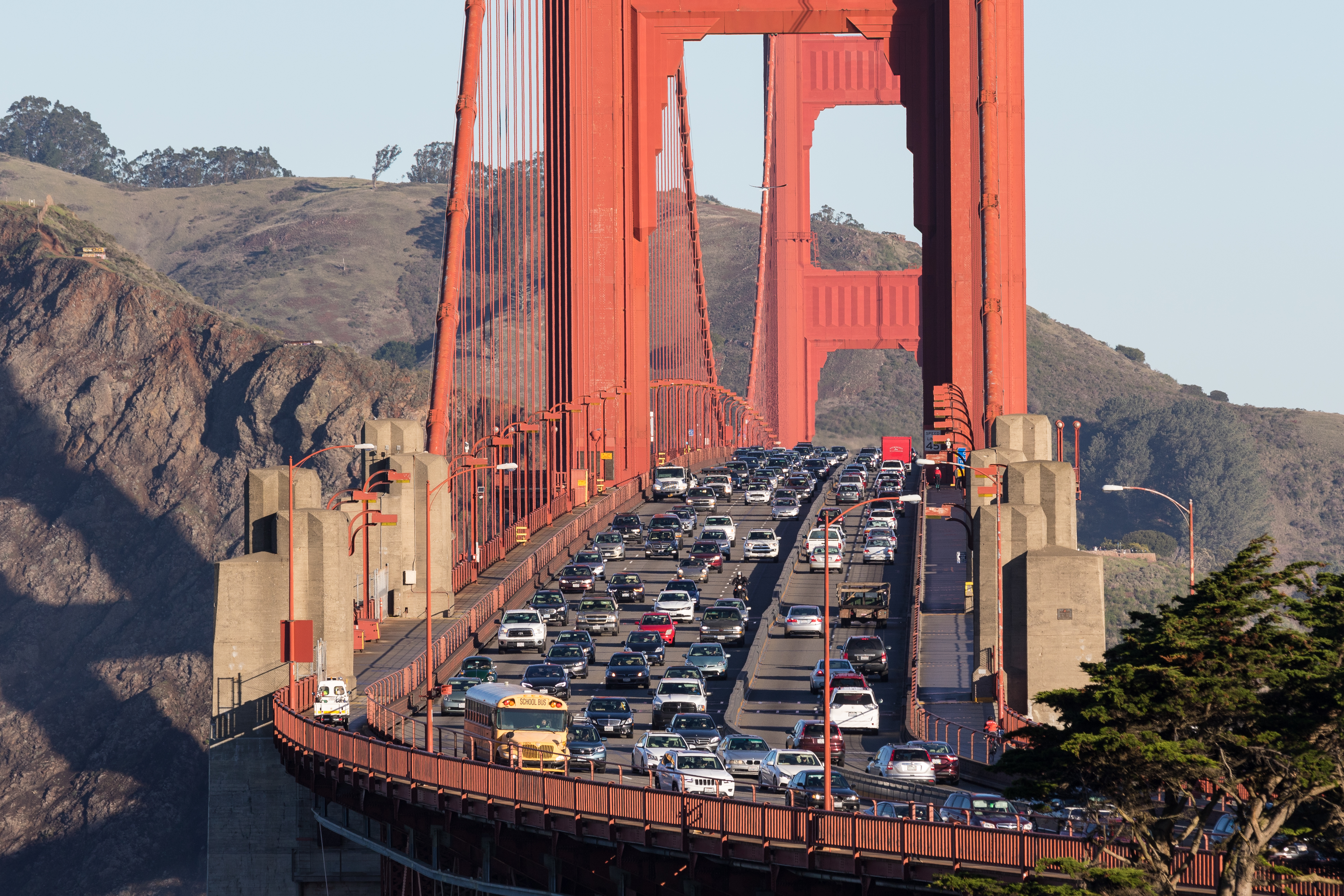
Il traffico sul ponte
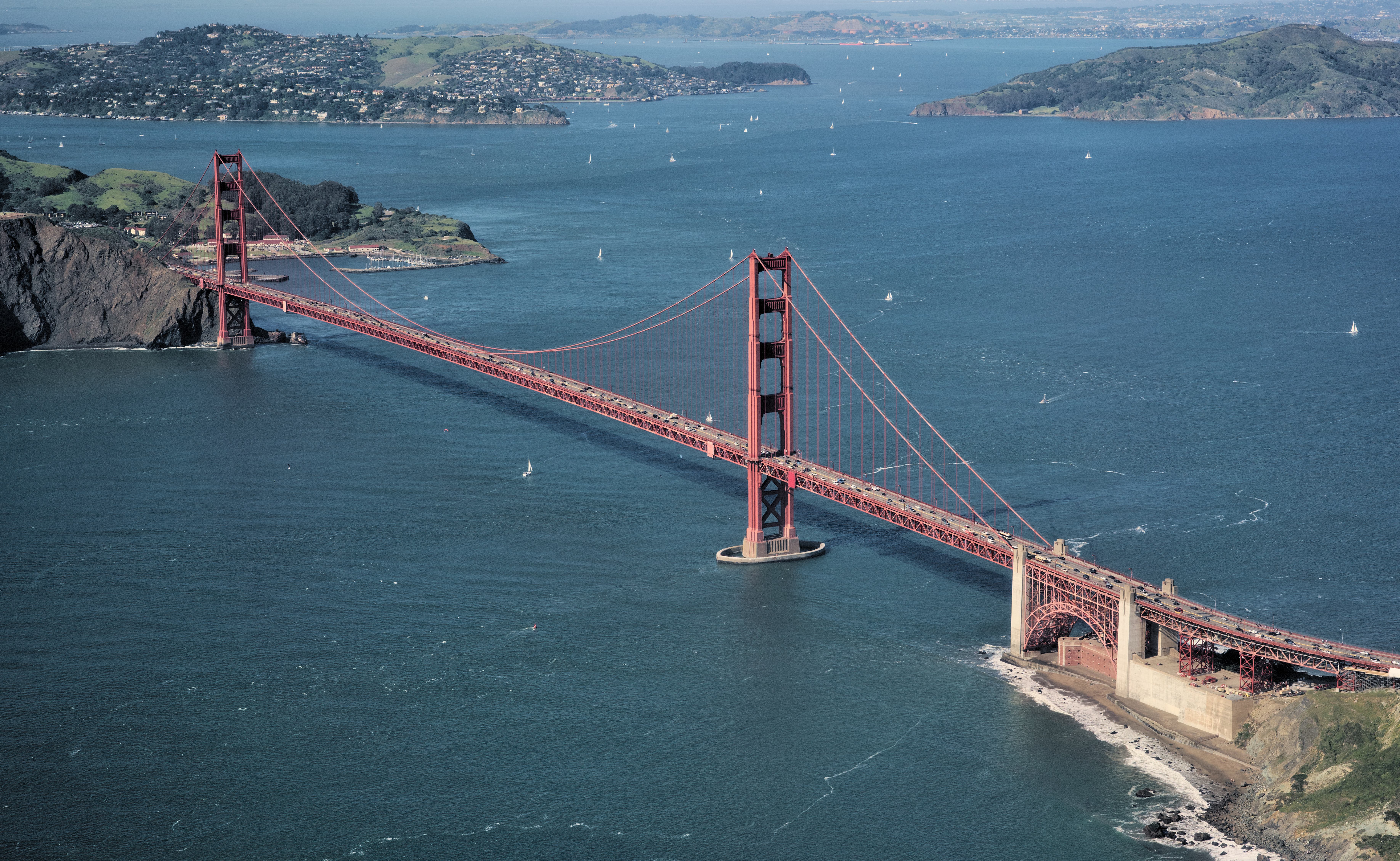
Il Golden Gate in ripresa aerea
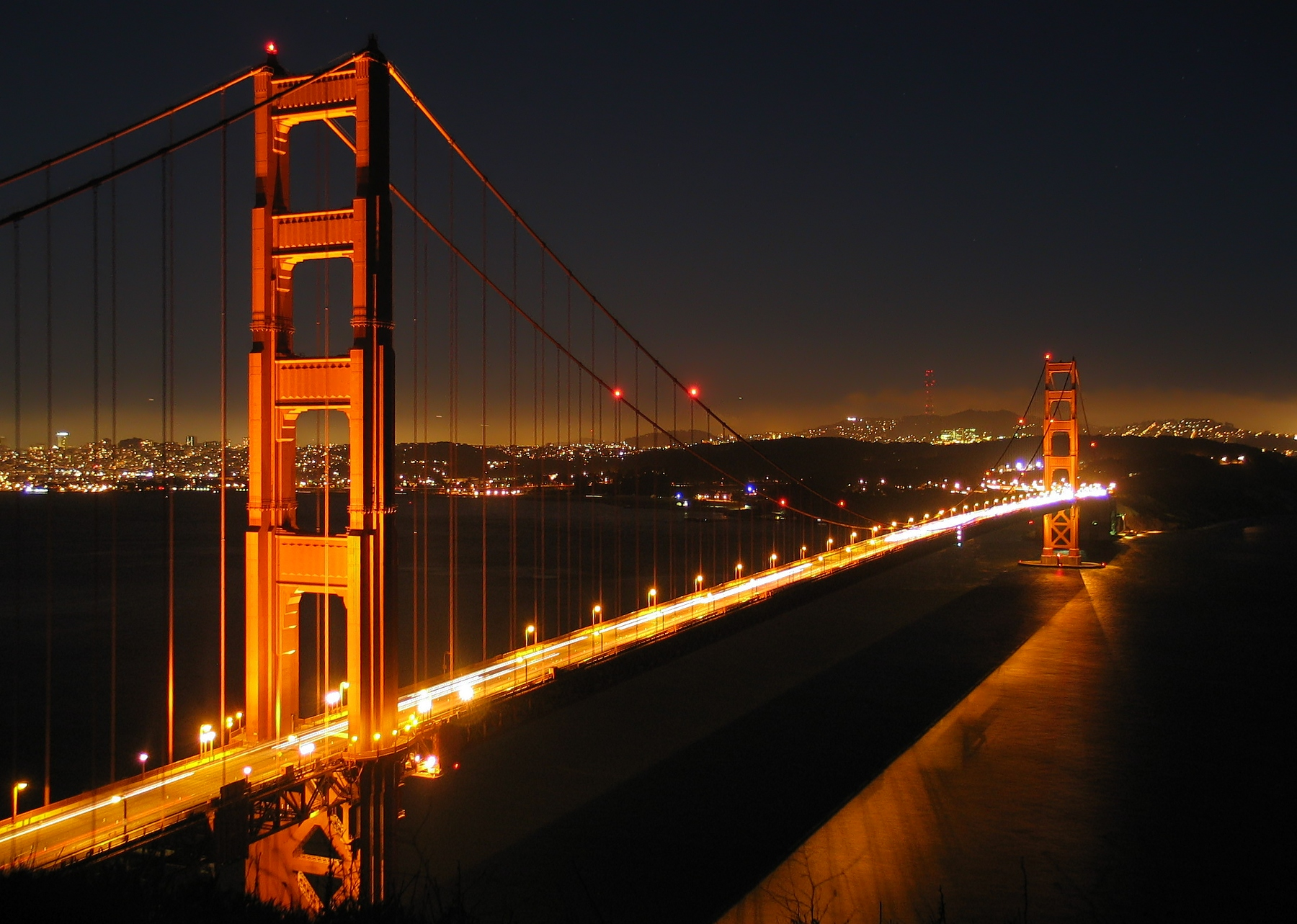
Il Golden Gate e San Francisco di notte, visti da Sausalito
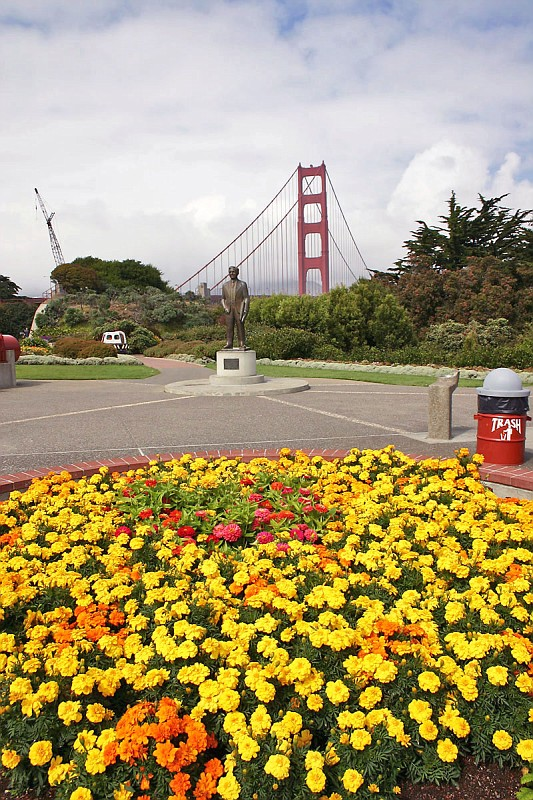
Dei fiori in primo piano vicino al Golden Gate Bridge
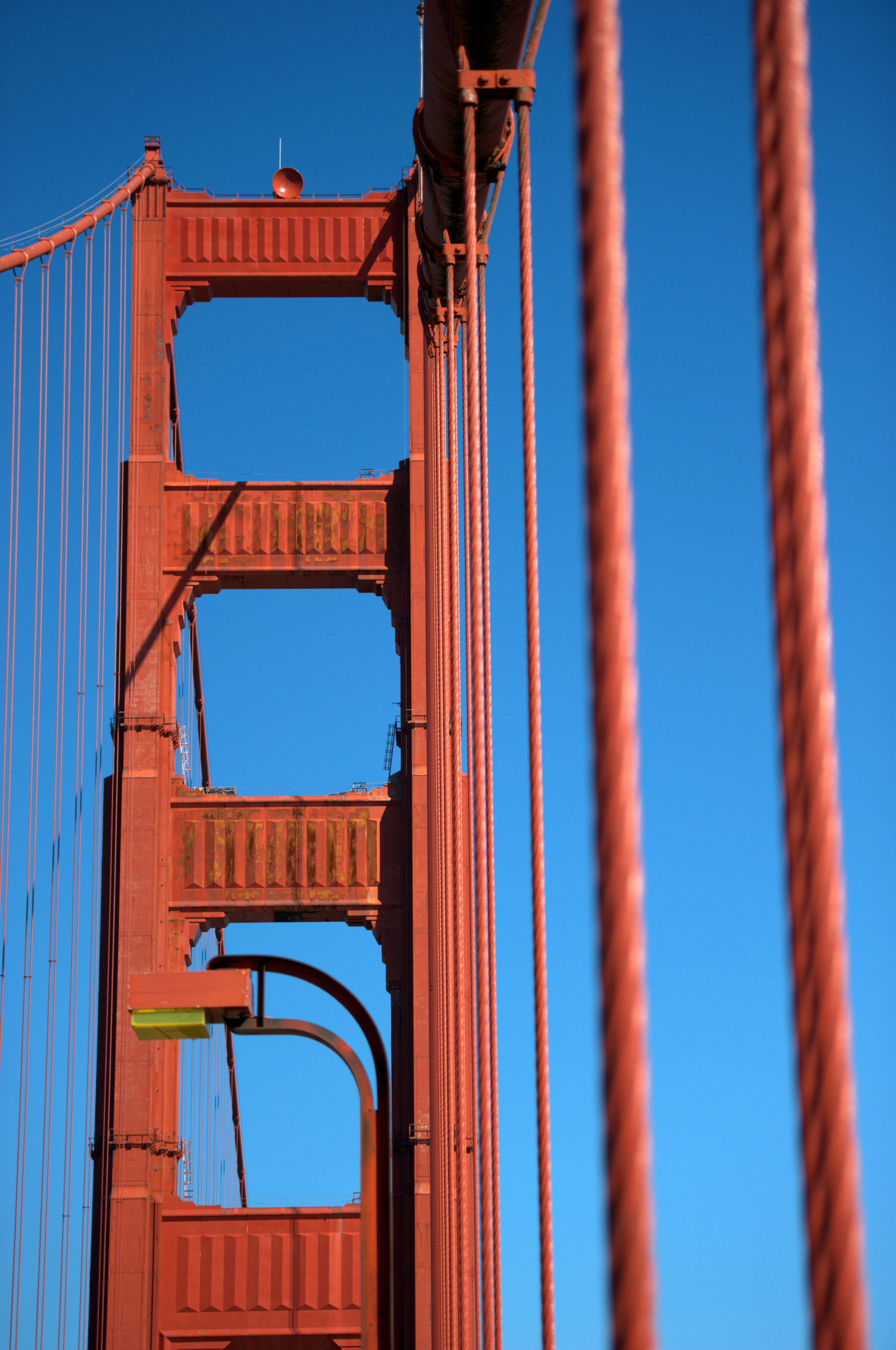
Dettaglio di una torre
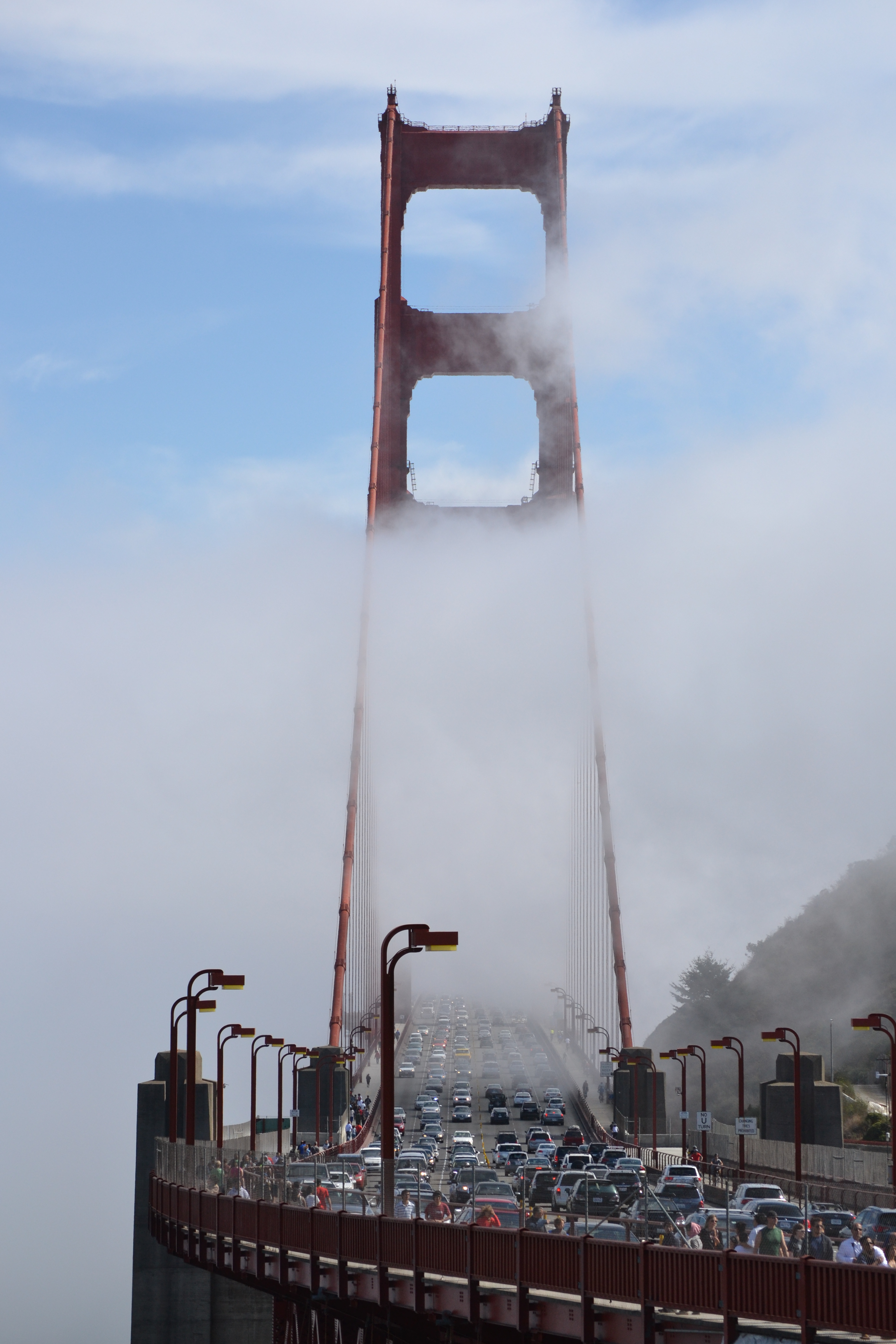
Il ponte si estende nella nebbia
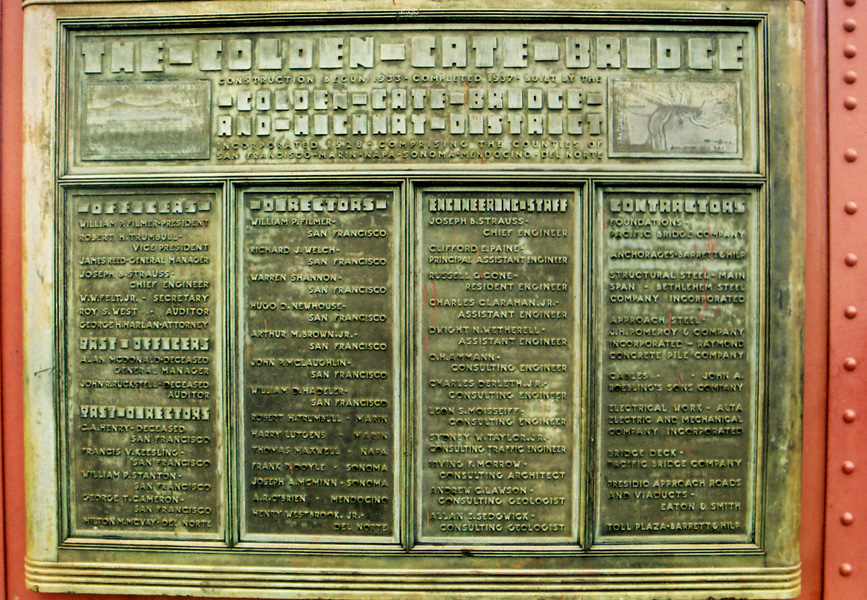
Targa dei contributi alla costruzione del Golden Gate Bridge
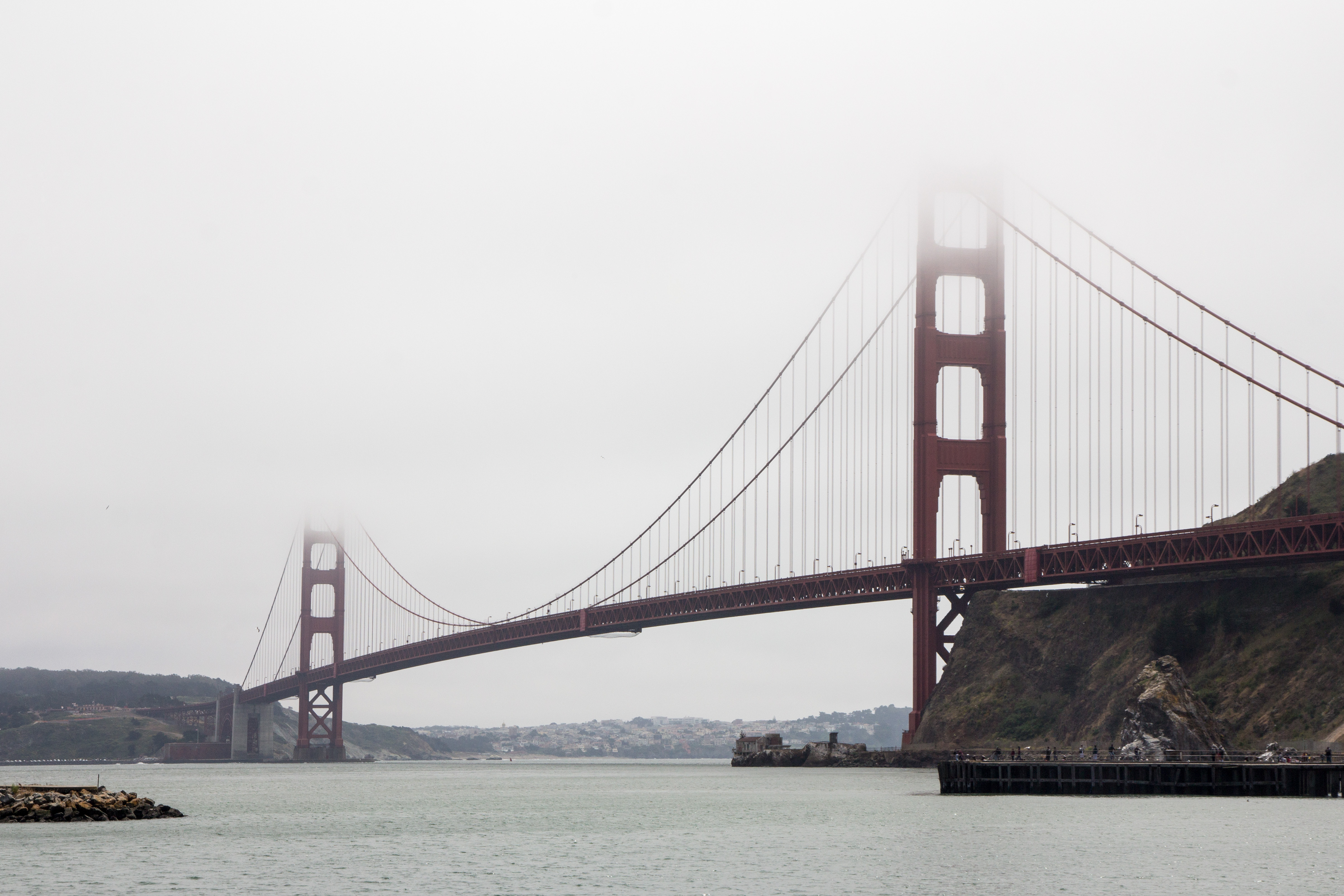
Il ponte in un giorno nebbioso
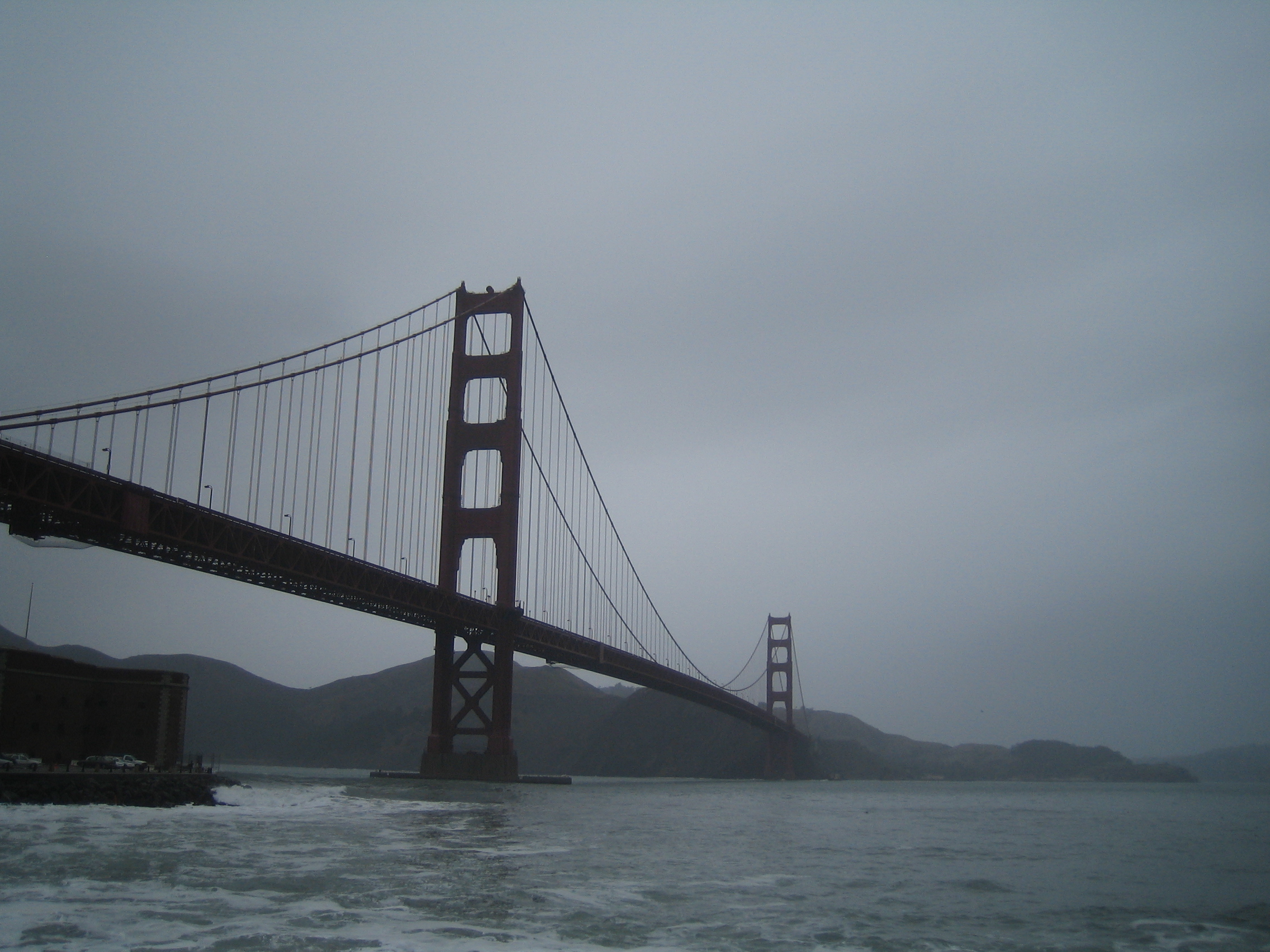
Il ponte prima di una tempesta invernale
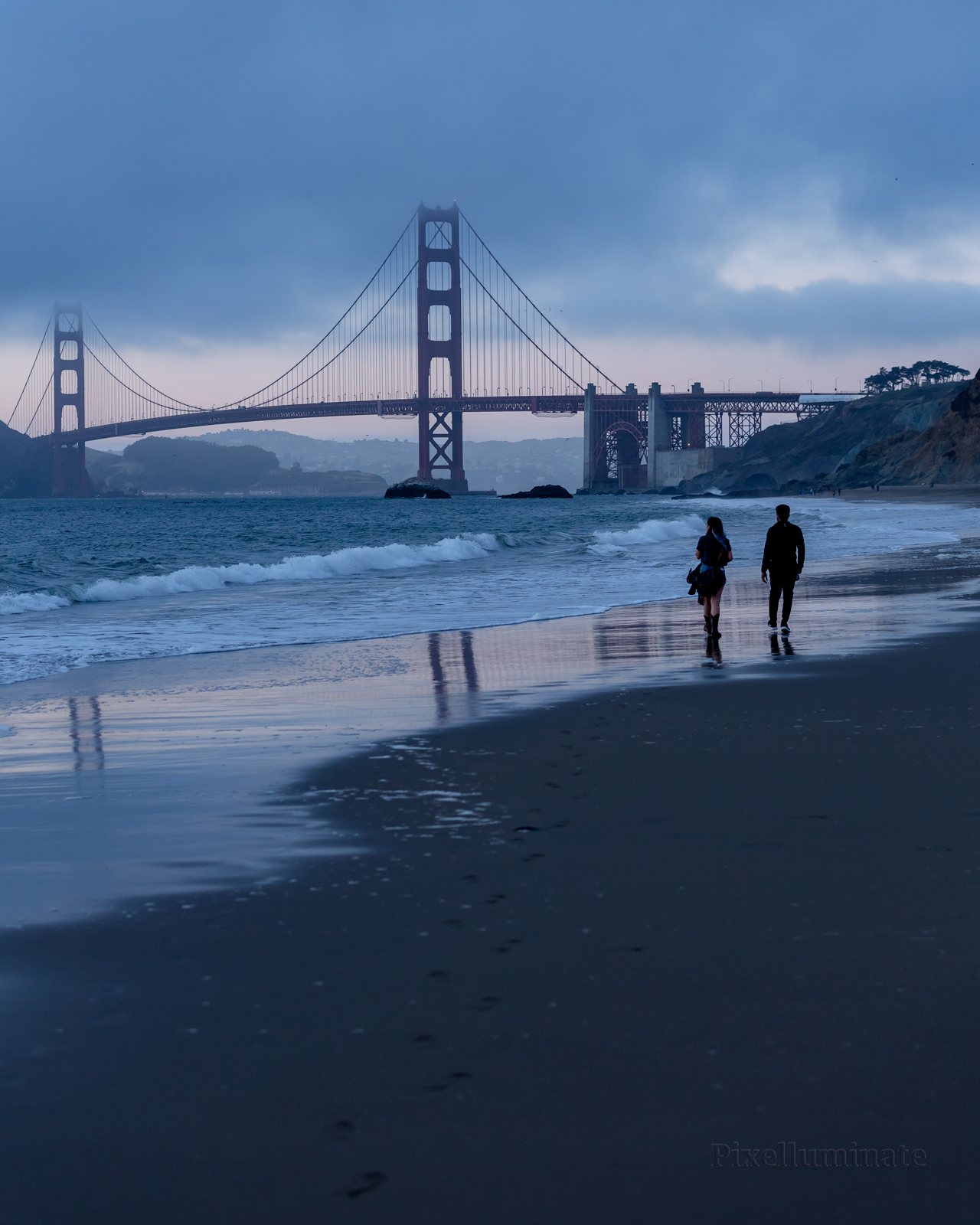
Il ponte visto da China Beach di San Francisco (da ovest)
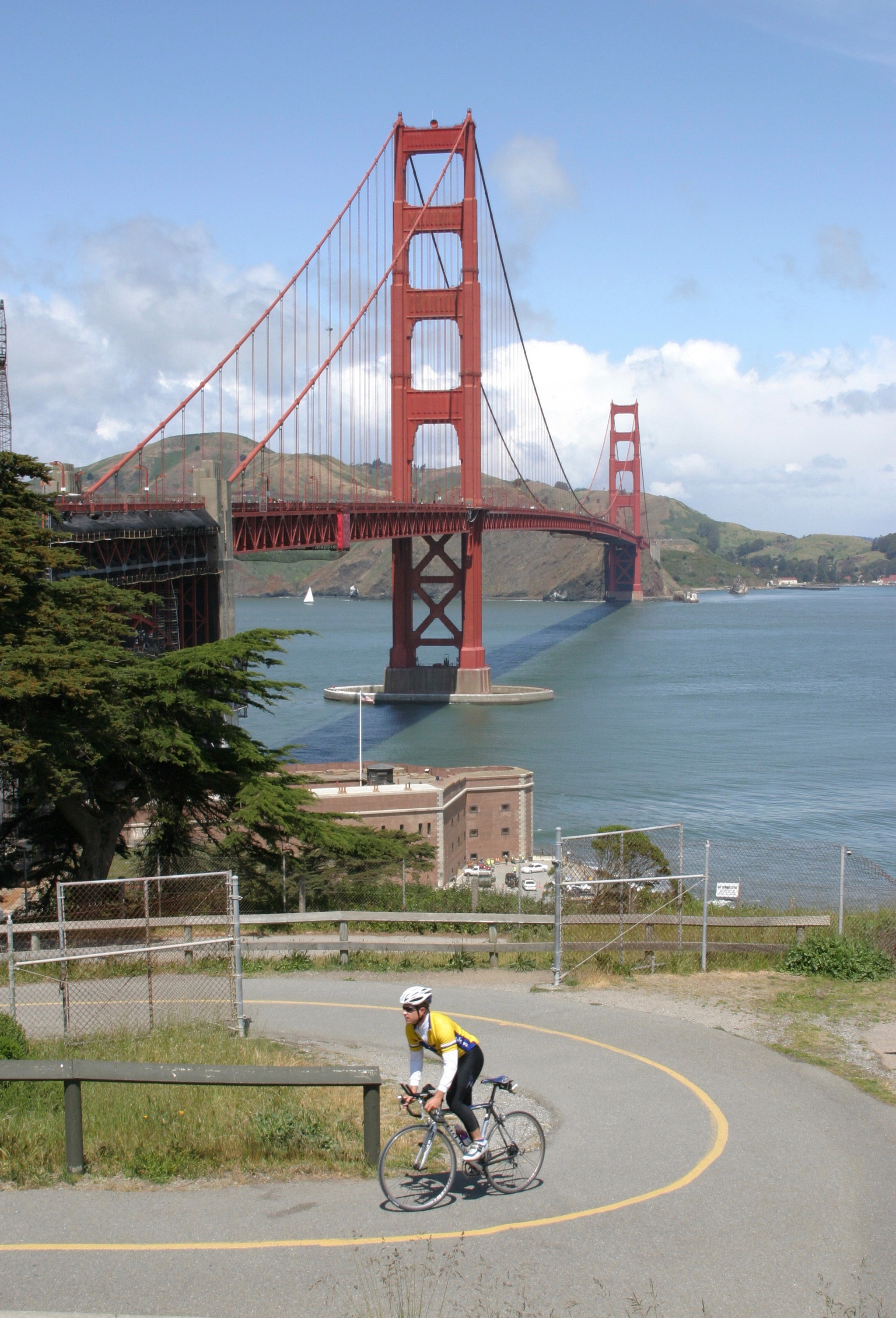
Il ponte visto dalla costa di San Francisco vicino al the guest center
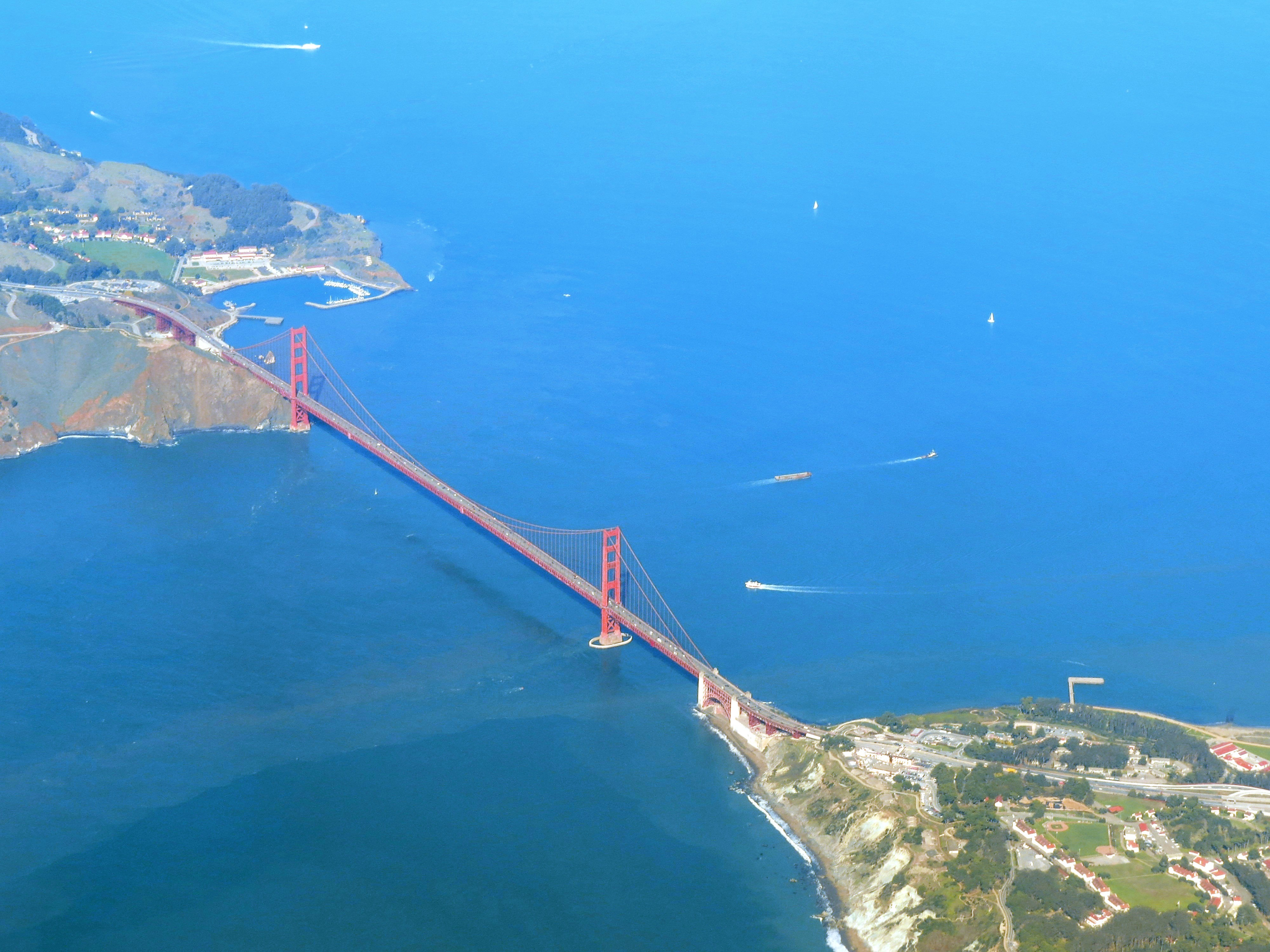
Vista del ponte da un aereo
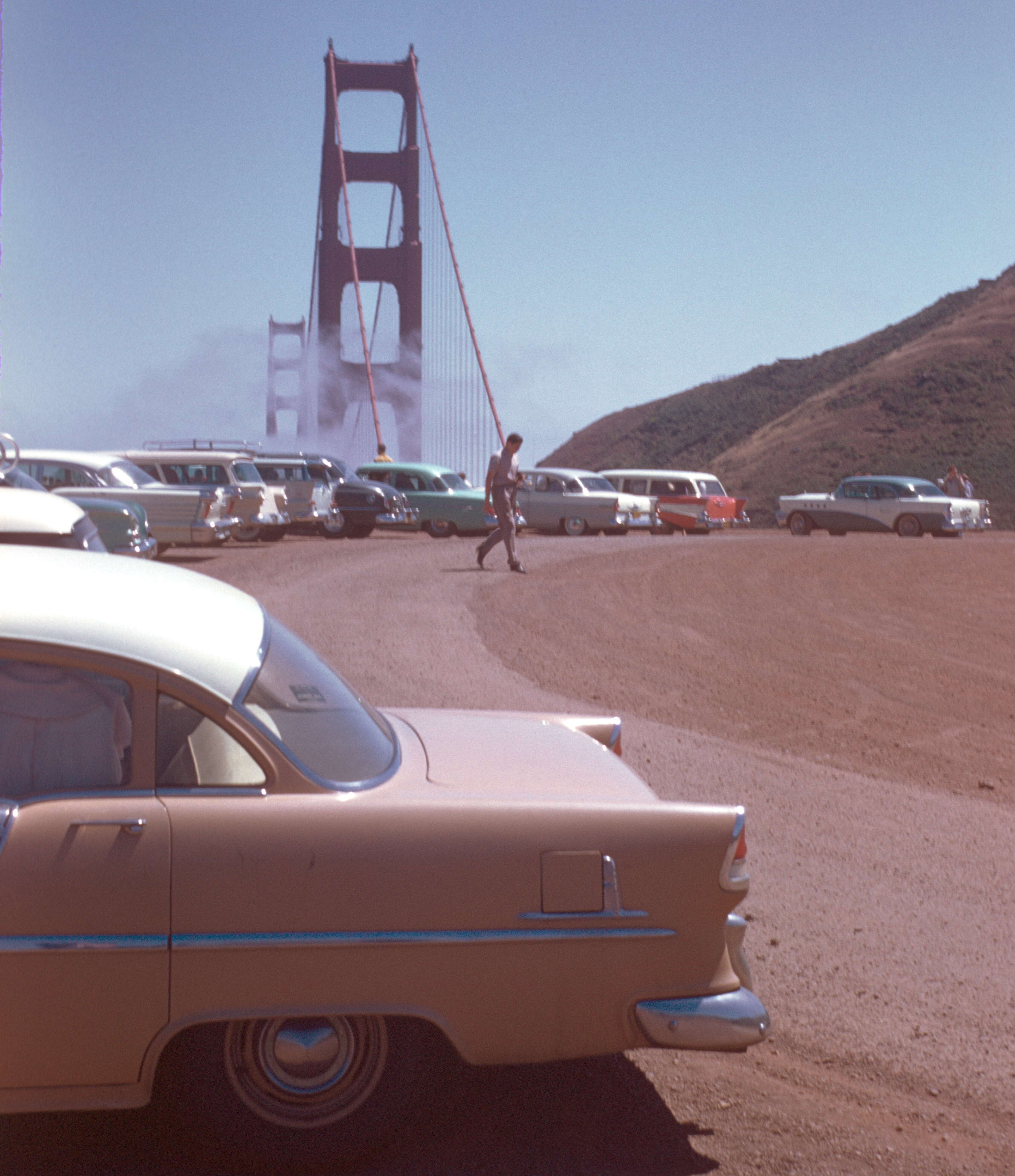
Vista del Golden Gate Bridge, 1950
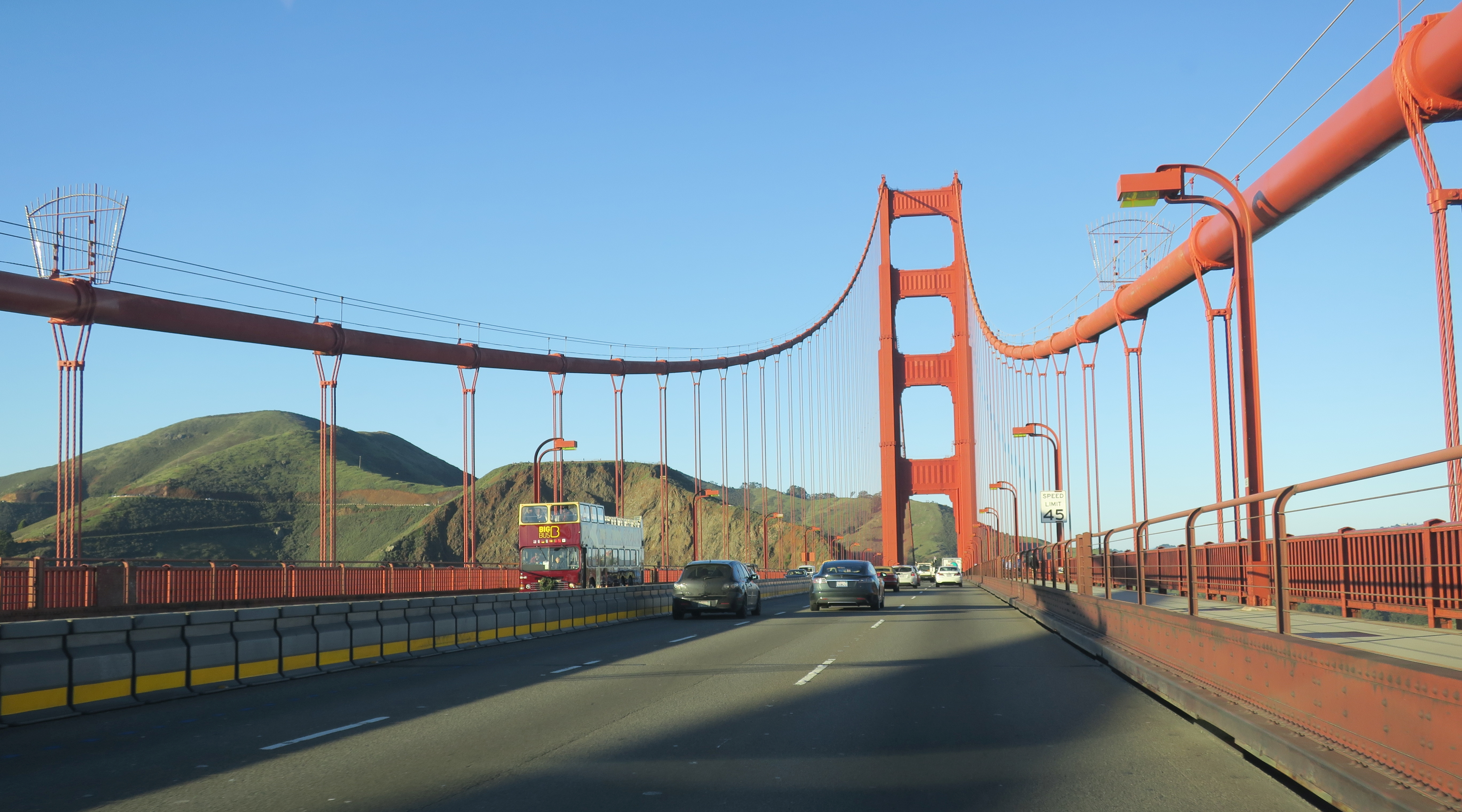
Guidando sul ponte
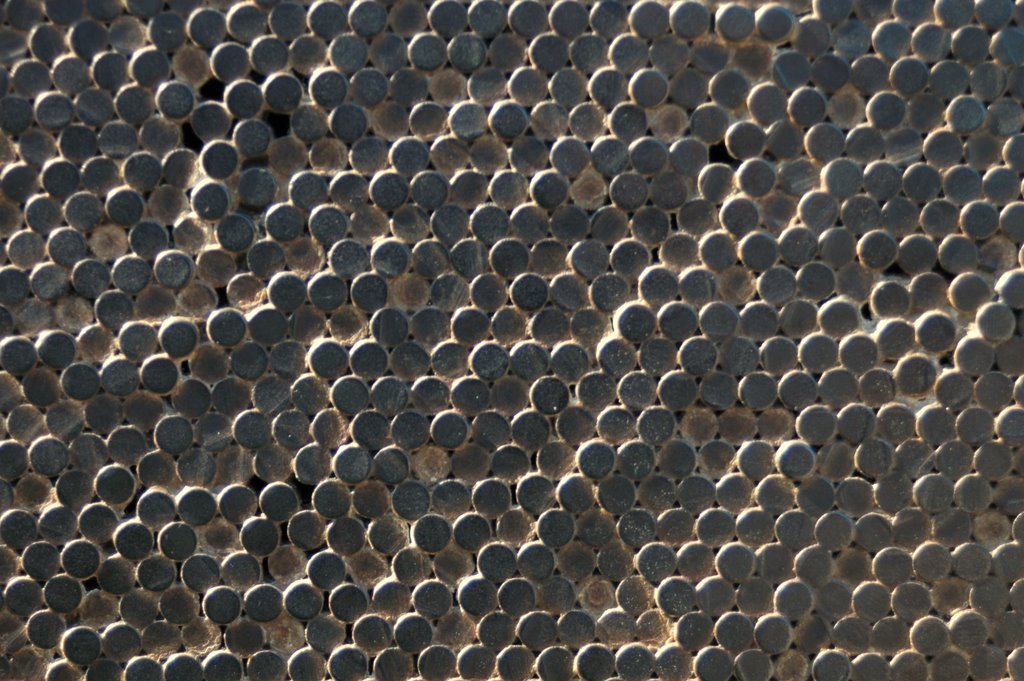
Dettaglio dei trefoli di acciaio all'interno dei cavi principali del Golden Gate (27572 trefoli per cavo)
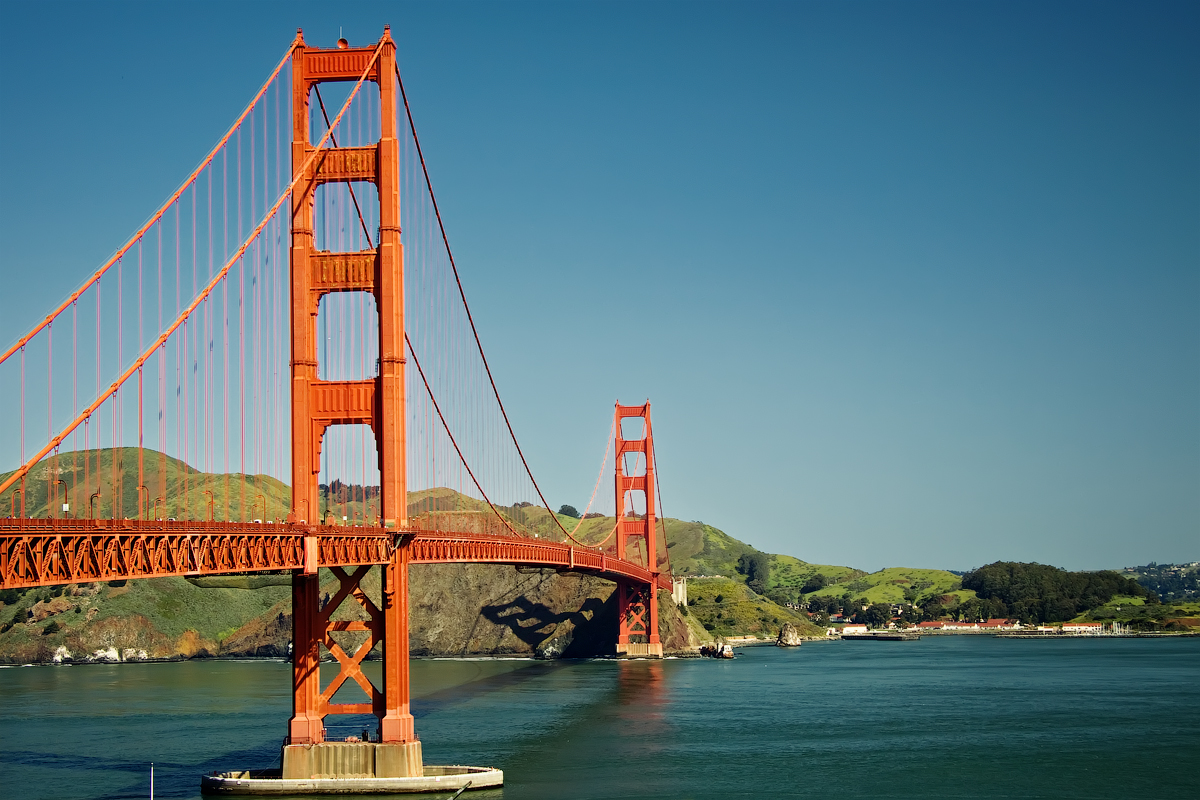
Il Golden Gate Bridge
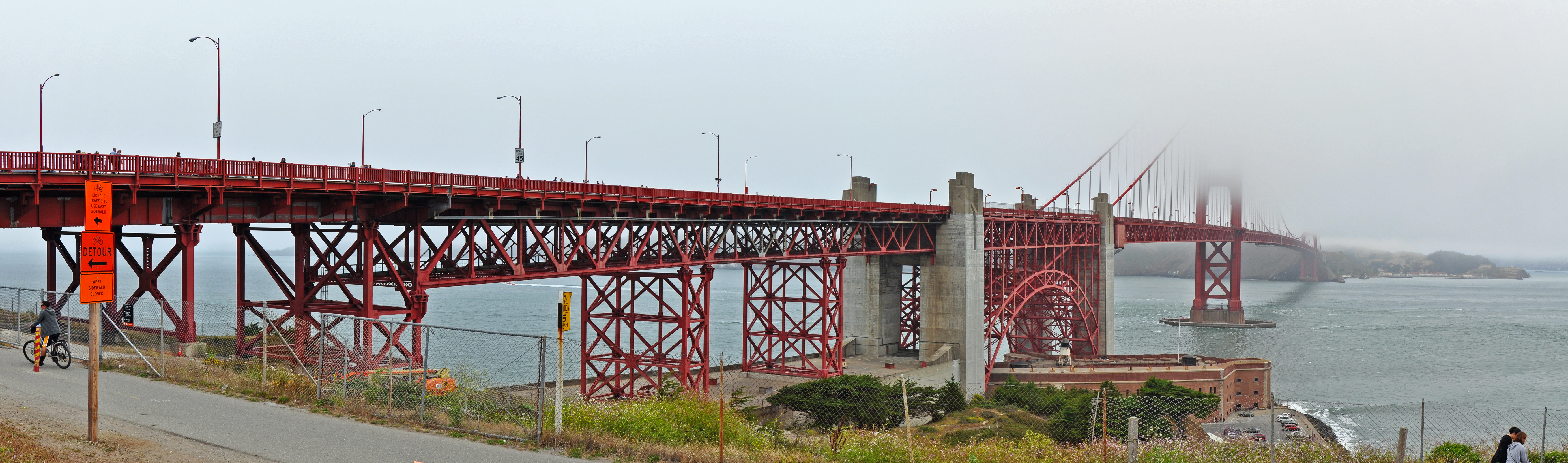
Il Golden Gate Bridge con la classica nebbia mattutina di agosto.
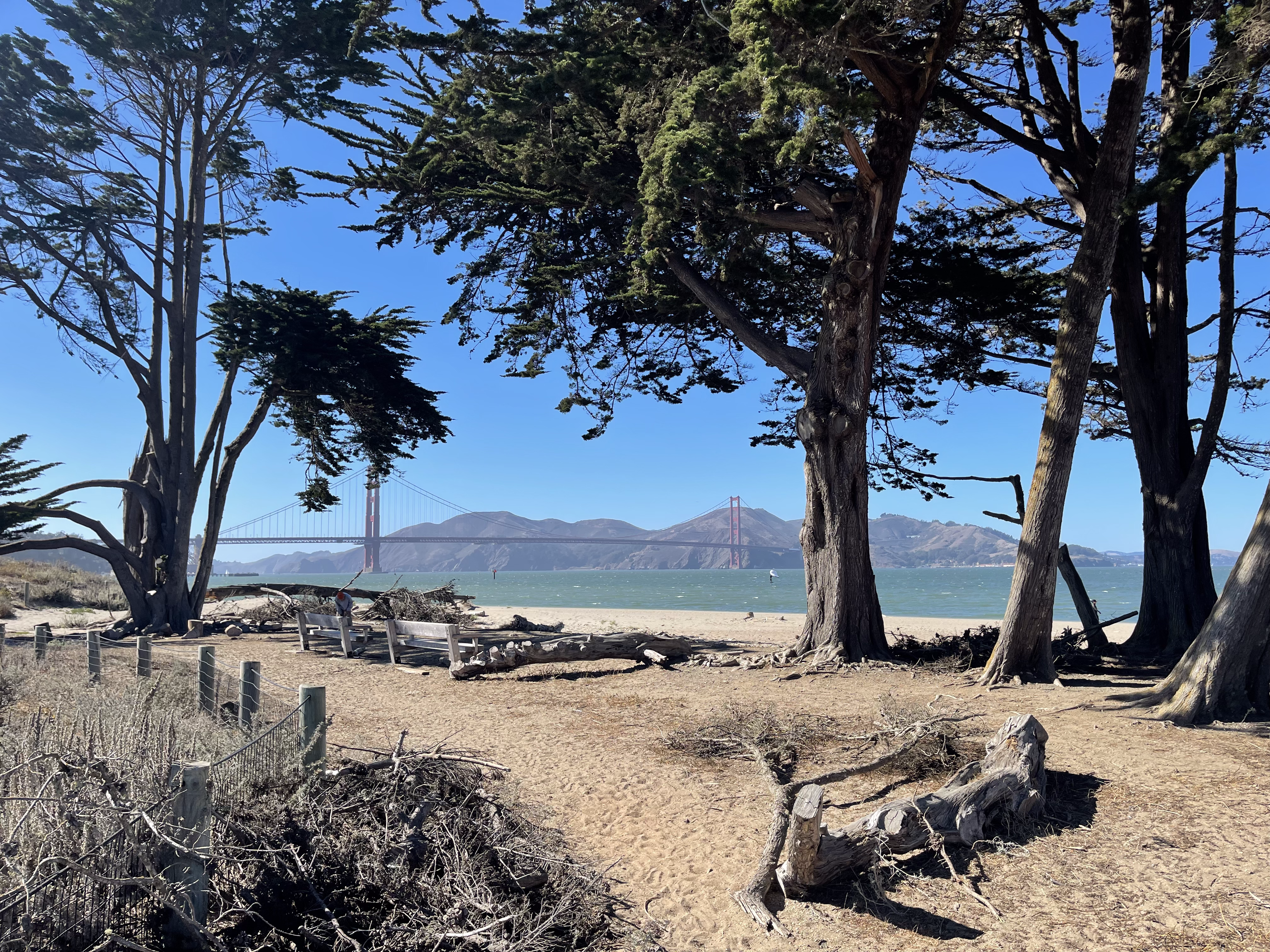
Il ponte visto dalla spiaggia Crissy Field